# Sous le voile de la nuit
Pour plus de détails, voir Fiche technique et Distribution.
Sous le voile de la nuit (Under Cover of Night) est un film américain réalisé par George B. Seitz, sorti en 1937.

## Synopsis
Une professeure, Janet Griswald, est sur le point d'annoncer une grande découverte en physique lorsque son mari jaloux, qui collaborait avec elle, lui fait faire une crise cardiaque en jetant son chien par la fenêtre. Pour dissimuler son acte odieux, il lance une balle avec laquelle le chien jouait par la fenêtre également pour donner l'impression que le chien l'a poursuivi.
Lorsqu'il ne trouve pas son carnet contenant les détails de la découverte, il finit par tuer plusieurs autres personnes. Le détective Cross résout ce qui aurait pu être un crime parfait lorsqu'il réalise que le chien a été jeté par la fenêtre avant le bal.

## Fiche technique
- Titre original : Under Cover of Night
- Titre français : Sous le voile de la nuit
- Réalisation : George B. Seitz
- Scénario : Bertram Millhauser
- Direction artistique : Cedric Gibbons
- Photographie : Charles G. Clarke
- Montage : Ben Lewis
- Musique : William Axt
- Société de production : Metro-Goldwyn-Mayer
- Pays d'origine : États-Unis
- Format : Noir et blanc - 1,37:1 - Mono
- Genre : action
- Date de sortie : 1937

## Distribution
- Edmund Lowe : Christopher Cross
- Florence Rice : Deb Reed
- Nat Pendleton : Sergent Lucks
- Henry Daniell : Marvin Griswald
- Sara Haden : Janet Griswald
- Dean Jagger : Alan Shaw
- Frank Reicher : Rudolph Brehmer
- Zeffie Tilbury : Mme Nash
- Henry Kolker : Procureur de district Pritchard
- Theodore von Eltz : John Lamont
- Dorothy Peterson : Susan Nash
- Harry Davenport : Dr Reed
- Fay Helm : Maggie
- Larry Steers : Membre de la faculté